# Дингеу-Мік
Дингеу-Мік (рум. Dângău Mic) — село у повіті Клуж в Румунії. Входить до складу комуни Кепушу-Маре.
Село розташоване на відстані 342 км на північний захід від Бухареста, 31 км на захід від Клуж-Напоки.

## Населення
За даними перепису населення 2002 року у селі проживали 262 особи, усі — румуни. Усі жителі села рідною мовою назвали румунську.